# Internorga

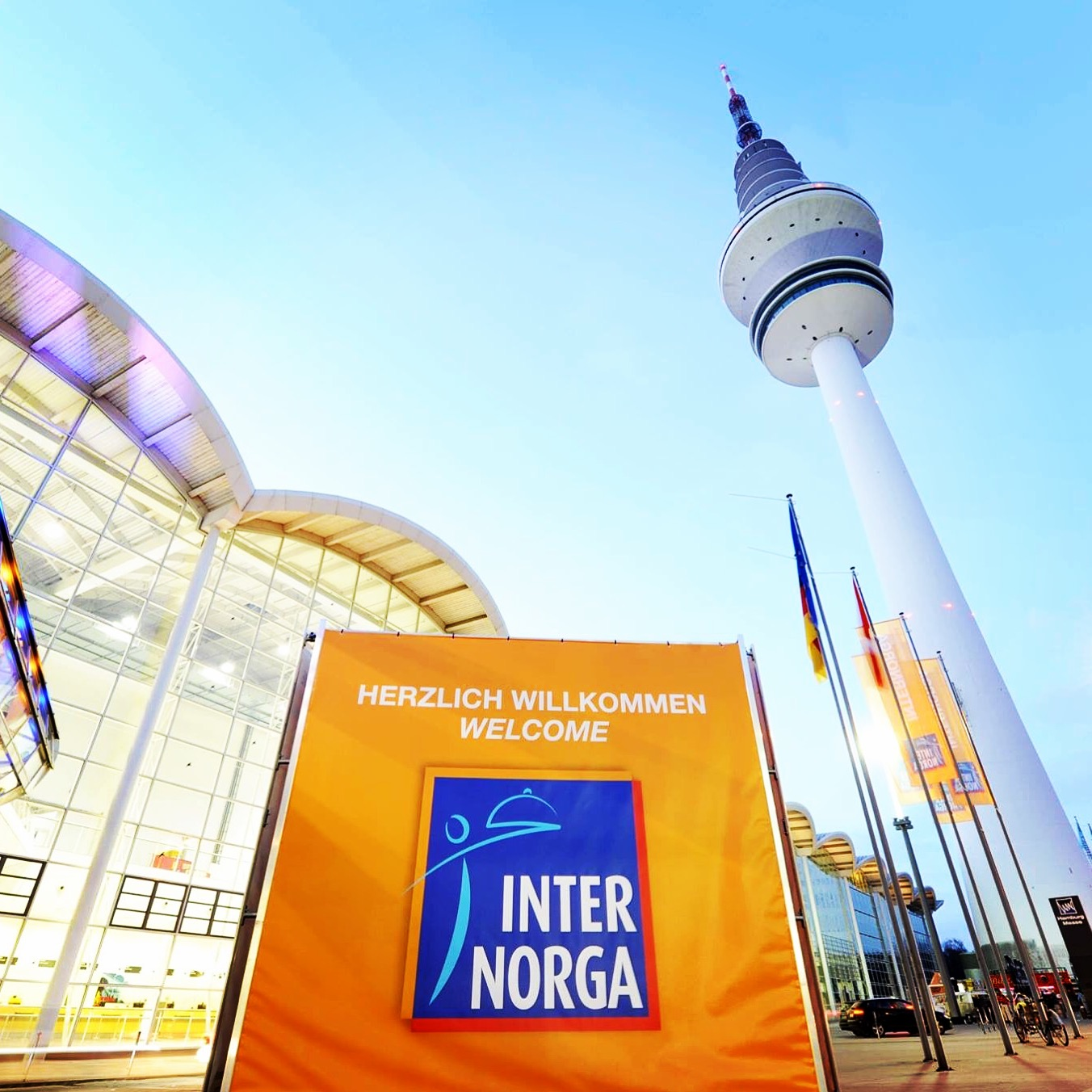
Internorga auf dem Hamburger Messegelände (2017)

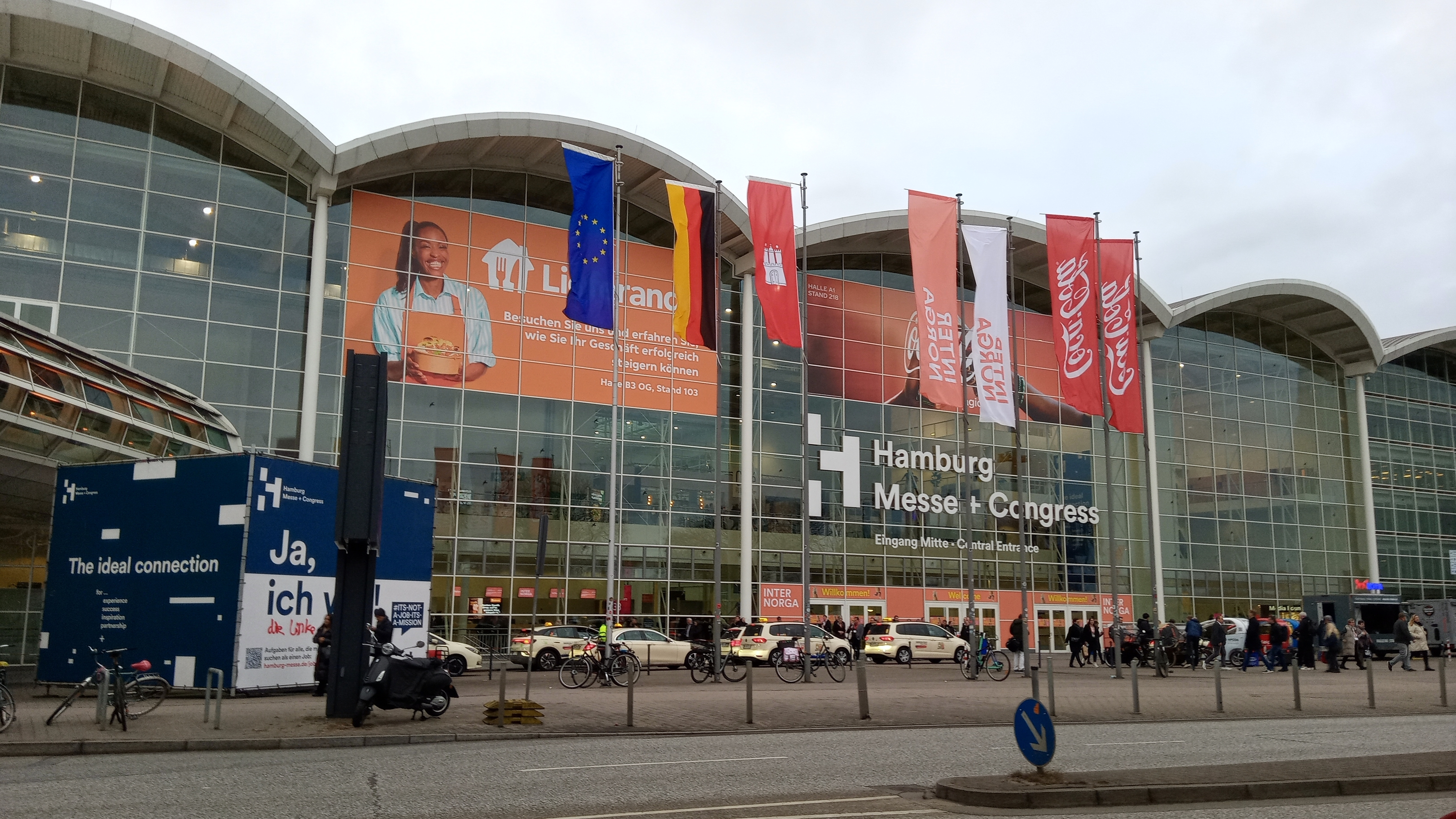
Internorga Eingang Mitte (2025)

Die Internorga ist eine internationale Fachmesse für Gastronomie und Hotellerie in Hamburg und richtet sich an die Branchen Hotellerie, Gastronomie, Bäckereien und Konditoreien. Die Messe findet im jährlichen Turnus im März auf dem Hamburger Messegelände statt. Rund 1.300 Aussteller aus dem In- und Ausland präsentieren in elf Messehallen und auf dem Freigelände ihre Produkte. Veranstalter ist die Hamburg Messe und Congress GmbH.
Sie ist vom Verband der Deutschen Messewirtschaft (AUMA) als internationale Fachmesse für Gastronomie und Hotellerie in Deutschland klassifiziert. Einlass erfolgt ausschließlich nach Legitimation als Fachbesucher.

## Geschichte

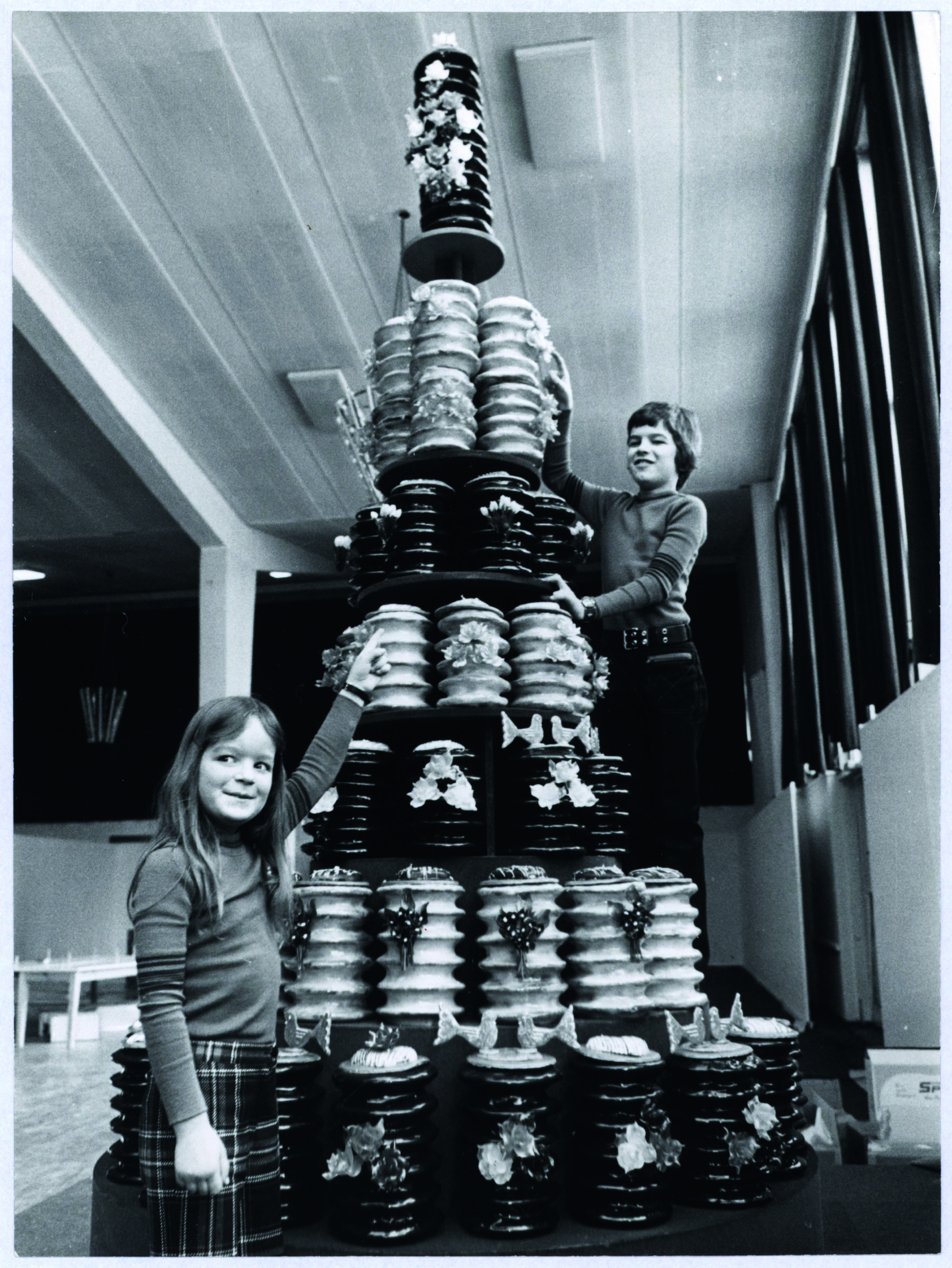
Treffpunkt für Konditoren und Bäcker: Baumkuchenpyramide auf der Internorga 1977.

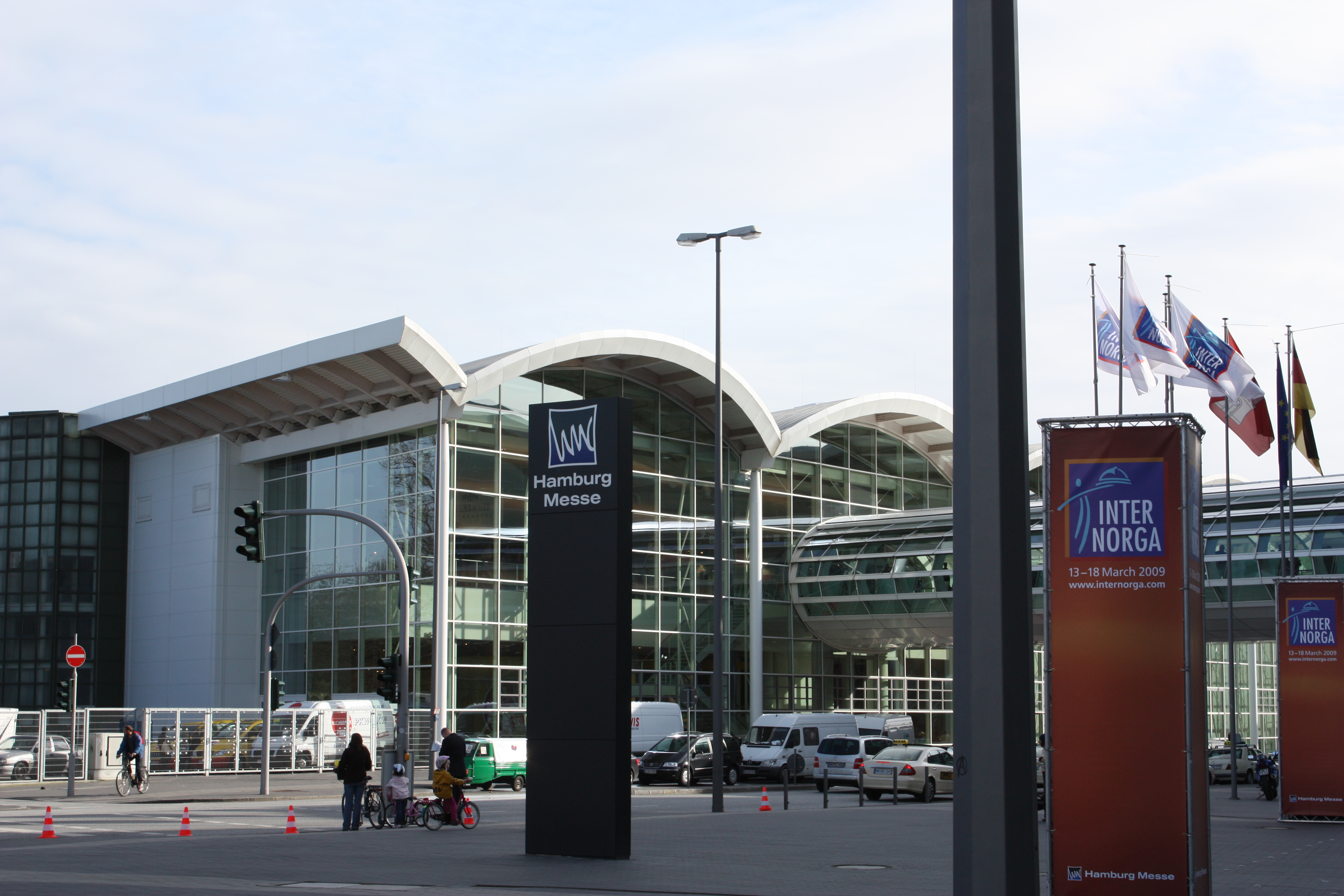
Hamburg Messe, April 2009

Die Internorga wurde 1921 als „Nordwestdeutsche Frühjahrsmesse für den gesamten Bedarf von Hotel-, Restaurations-, Café- und Großküchenbetrieben“ erstmals eröffnet. Albert Lubisch, der damalige Redakteur der Deutschen Gastwirtzeitung, organisierte in der Ernst-Merck-Halle des Zoologischen Gartens die erste Internorga.
Während des Zweiten Weltkriegs fand die Messe nicht statt. 1950 meldete sie sich mit der Unterstützung der Fachverbände, den norddeutschen Landesverbänden des Dehoga sowie der Bäcker und Konditoren, mit 250 Ausstellern auf 15.000 m² zurück. 1957 wurde die Messe in Internorga umbenannt. Während der Wirtschaftswunderzeit sucht die Bevölkerung nach neuen kulinarischen Welten und modernen Einrichtungstrends. Die Messe reagiert darauf mit einem umfassenden Angebot an neuer Technik, Unterhaltungselektronik und Maschinen, die die Handarbeit ablösen. 1987 vergrößern die neu erbauten Messehallen die Ausstellungsfläche. Auch die CMA ist nun als Bundesverband mit einer Leistungsschau der bundesdeutschen Agrarwirtschaft auf der Messe vertreten.

## Fachkongresse
Während der Internorga finden drei Fachkongresse für den Außer-Haus-Markt statt:
- Internationales Foodservice-Forum[2]
- Deutscher Kongress für Gemeinschaftsgastronomie
- Forum Schulcatering

## Rahmenprogramm
Zum Rahmenprogramm und zu den Ausstellungsformaten der Internorga gehören unter anderem das Trendforum Pink Cube, die Newcomers Area, das Food Truck Village und die Craft Beer Arena. Mit den Diskussionsforen in der Baker‘s Blue Box und der Back Stage wurden zudem Formate für das Bäcker- und Konditorenhandwerk eingeführt. Mit dem Grill & BBQ Court widmete die Internorga dem Thema Grillen 2017 erstmals einen eigenen Ausstellungsbereich.

## Auszeichnungen
Im Rahmen der Internorga werden verschiedene Auszeichnungen verliehen:
- Der Internorga Zukunftspreis richtet sich seit 2011 an Produkte, Dienstleistungen oder Strategien, die sich für Zukunftsverträglichkeit und Nachhaltigkeit einsetzen.[4]
- Der Deutsche Gastro-Gründerpreis (ehem. Internorga Gastro-Startup Wettbewerb) zeichnet innovative Gastronomie-Konzepte aus, mit Unterstützung einer Fachjury aus Branchenexperten.[5][6]
- Der Next Chef Award ist ein Wettbewerb für Nachwuchsköche bis 26 Jahre mit abgeschlossener Berufsausbildung. Mitinitiator ist Koch Johann Lafer.[7]
- Der Wettbewerb Pizza-Experience vergibt Preise in mittlerweile zwei Kategorien: „Deutsche Meisterschaft der Pizzabäcker“ und „European Pizza Excellence“.[8]